# Florbal na světových hrách
Florbal na světových hrách je pořádán od roku 2017. Světové hry se konají každé čtyři roky, pro sporty, které nejsou zahrnuty v programu Olympijských her. Mezinárodní florbalová federace (IFF) se stala členem Mezinárodní asociace Světových her (IWGA) v roce 2013. Předtím se florbal hrál na Světových hrách jen jako ukázkový sport na Světových hrách 1997 ve finském Lahti.
Prvního turnaje v roce 2017 se zúčastnilo šest národních mužských týmů. Na dalším turnaji v roce 2022 byl počet týmů rozšířen na osm. Na následujícím turnaji na Světových hrách 2025 zůstane počet týmů nezměněn, ale přibude ženský turnaj se stejným počtem zástupců.
Česká mužská reprezentace se zúčastnila obou dosavadních turnajů na Světových hrách. Na hrách v roce 2022 získala bronz. Na obou turnajích zvítězilo Švédsko.

## Hrací systém
Turnaje se účastní osm týmů rozdělených do dvou skupin.
Z každé skupiny postoupí dva nejlepší týmy do dvoukolového play-off. Ostatní týmy hrají o umístění.
Na turnajích na Světových hrách se testuje hra v délce třikrát 15 minut (místo obvyklých 20 minut) a se soupiskou omezenou na 14 hráčů.

## Muži
|    | Rok     | Hostitel | Zlato   | Stříbro   | Bronz     |
| -- | ------- | -------- | ------- | --------- | --------- |
|    | SH 1997 | Finsko   | Švédsko | Finsko    | Švýcarsko |
| 1. | SH 2017 | Polsko   | Švédsko | Švýcarsko | Finsko    |
| 2. | SH 2022 | USA      | Švédsko | Finsko    | Česko     |
| 3. | SH 2025 | Čína     | —       | —         | —         |

## Ženy
|    | Rok     | Hostitel | Zlato | Stříbro | Bronz |
| -- | ------- | -------- | ----- | ------- | ----- |
| 1. | SH 2025 | Čína     | —     | —       | —     |